# Lars Porsenna

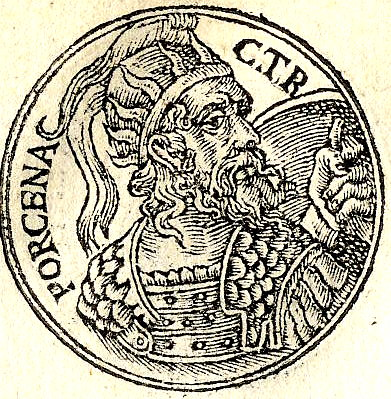
Lars Porsenna

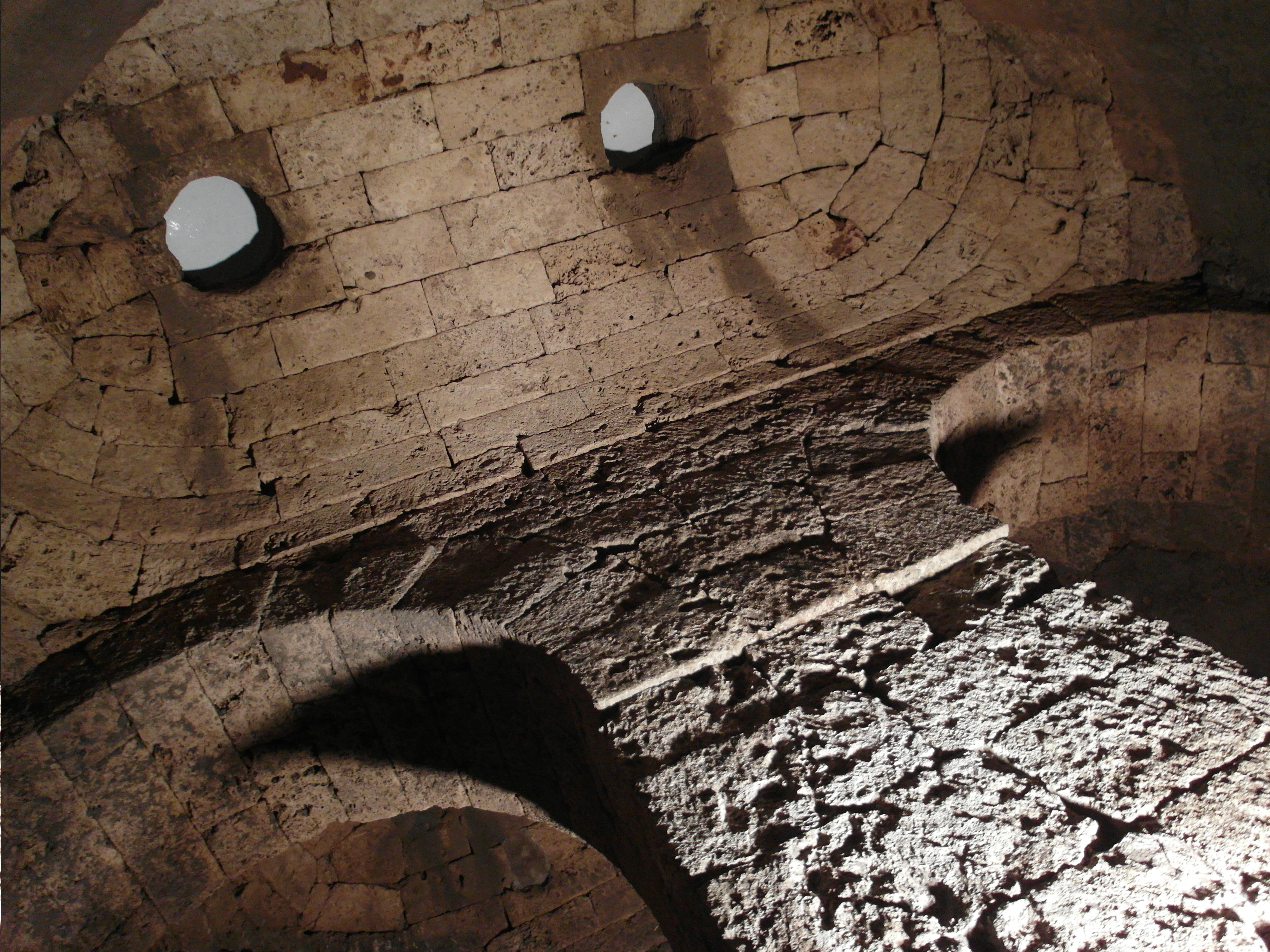
Zbiornik etrusko-rzymski w Chiusi, domniemana komora grobowa Larsa Porsenny

Lars Porsenna – król etruski, władca miasta Kluzjum (Clusium) pod koniec VI wieku p.n.e. Prawdopodobnie w 509 p.n.e. najechał Rzym, próbując przywrócić na tron obalonego Tarkwiniusza Pysznego. Zdumiony męstwem Rzymian (zob. Horacjusz Kokles, Mucjusz Scewola, Klelia) odstąpił od zdobycia miasta i zawarł pokój, oddając zakładników. W zamian Rzymianie wycofali się z terenów zagarniętych wcześniej Wejom.
Do jego legendy nawiązuje również opera Mucjusz Scaevola, gdzie Porsenna jest jedną z postaci.